# Coelioxys laudabilis
Coelioxys laudabilis är en biart som beskrevs av Holmberg 1888. Coelioxys laudabilis ingår i släktet kägelbin, och familjen buksamlarbin. Inga underarter finns listade i Catalogue of Life.